# 镇江塔 (涞水县)
镇江塔，位于中国河北省保定市中水东村，为保定市涞水县的一个省级文物保护单位，类型为古建筑，公布时间为1982年7月23日。
镇江塔的历史年代为辽代。